# Кфар Сава
Кфар Сава (хебр. כפר סבא, арап. ‏كفار سافا‎) је град у Израелу, у Централном округу. Према процени из 2022. у граду је живело 101.556 становника.

## Становништво
Према процени, у граду је 2022. живело 101.556 становника.
| 1983.  | 1995.  |
| ------ | ------ |
| 43.488 | 68.246 |

## Партнерски градови
- Beit Jann
- Ђинан
- Град Гватемала
- Сан Хосе
- Милхајм на Руру
- Висбаден
- Делфт
- Маракаибо
- Гејнсвил